# Acianthera martinezii
Acianthera martinezii é uma espécie de orquídea (Orchidaceae) que existe no México.

## Publicação e sinônimos
- Acianthera martinezii Luer, Monogr. Syst. Bot. Missouri Bot. Gard. 103: 311 (2005).